# سدرو دو سائو جوائو
سدرو دو سائو جوائو (به پرتغالی: Cedro de São João) یک منطقهٔ مسکونی در برزیل است که در سرژیپه واقع شده‌است. سدرو دو سائو جوائو ۸۰ کیلومتر مربع مساحت و ۵٬۹۱۳ نفر جمعیت دارد.